# ARN antisentit
Els ARN antisentit (asRNA) són RNAs de cadena senzilla complementaris a algun RNAm cel·lular. Aquesta complementarietat permet que l'asRNA es pugui hibridar amb l'RNAm endogen i, d’aquesta manera, bloquegi la seva funció. Els asRNAs es produeixen de manera natural tant a procariotes com a eucariotes i la seva funció principal és regular l'expressió gènica. Els asRNA també es poden produir sintèticament i s'utilitzen en recerca i en la pràctica clínica per a reduir l’expressió de gens concrets. En el cas dels asRNA produïts artificialment, els més utilitzats són els oligonucleòtids antisentit (ASO). El nombre de gens que donen lloc a asRNA de manera natural en el genoma humà no està clarament establert però s'ha estimat entre 2900 i 6400 gens.